# ITK
ITK (acrònim anglès de Insight Segmentation and Registration Toolkit) és un marc de desenvolupament d'aplicacions multiplataforma i de codi obert àmpliament utilitzat per al desenvolupament de programes de segmentació d'imatges i registre d'imatges. La segmentació és el procés d'identificar i classificar les dades que es troben en una representació mostrada digitalment. Normalment, la representació mostrada és una imatge adquirida a partir d'instrumentació mèdica com ara escàners de TC o ressonància magnètica. El registre és la tasca d'alinear o desenvolupar correspondències entre dades. Per exemple, en l'entorn mèdic, una tomografia computada es pot alinear amb una ressonància magnètica per tal de combinar la informació continguda en totes dues.
ITK es va desenvolupar amb finançament de la National Library of Medicine (EUA) com a recurs obert d'algorismes per analitzar les imatges del Projecte Human Visible. ITK significa The Insight Segmentation and Registration Toolkit. El conjunt d'eines proporciona algorismes de registre i segmentació d'avantguarda en dues, tres i més dimensions. ITK utilitza l'entorn de compilació CMake per gestionar el procés de configuració. El programari està implementat en C++ i està embolicat per a Python. Una branca del projecte ITK que proporciona una interfície simplificada a ITK en vuit llenguatges de programació, SimpleITK, també està en desenvolupament actiu.